# ألفونسو أرو
ألفونسو أرو (بالإسبانية: Alfonso Arau)‏ (و. 1932  م) هو ممثل تلفزي، ومخرج أفلام، وكاتب سيناريو، ومنتج أفلام، وممثل أفلام مكسيكي، ولد في مدينة مكسيكو.

## وصلات خارجية
- ألفونسو أرو على موقع IMDb (الإنجليزية)
- ألفونسو أرو على موقع روتن توميتوز (الإنجليزية)
- ألفونسو أرو على موقع ألو سيني (الفرنسية)
- ألفونسو أرو على موقع تيرنر كلاسيك موفيز (الإنجليزية)
- ألفونسو أرو على موقع أول موفي (الإنجليزية)
- ألفونسو أرو على موقع قاعدة بيانات الأفلام السويدية (السويدية)
- ألفونسو أرو على موقع قاعدة بيانات الفيلم (الإنجليزية)
- ألفونسو أرو على موقع كينوبويسك (الروسية)